# 有馬麻理亜
有馬 麻理亜（ありま まりあ）は、日本の文学者（フランス文学・フランス思想）。学位は博士（文学）（神戸大学・2008年）。近畿大学経済学部准教授。
独立行政法人日本学術振興会特別研究員、神戸大学大学院人文学研究科研究員、近畿大学経済学部講師などを歴任した。

## 来歴

### 生い立ち
神戸大学にて修士の学位を取得し、リール第三大学よりDiplôme d'études approfondiesの学位を取得した。大学院にて「Andre Breton et la poetique du sublime –– une esthetique de l' <<idealisation sans idealisme>>」と題した博士論文を執筆した。2008年（平成20年）9月25日、神戸大学より博士（文学）の学位を取得した。なお、大学院在学中の2007年（平成19年）4月から2008年（平成20年）9月にかけて、独立行政法人である日本学術振興会の特別研究員に選任されていた。大学院修了後も、2008年（平成20年）10月から2009年（平成21年）3月にかけて、日本学術振興会の特別研究員に選任されていた。

### 文学者として
母校である神戸大学に採用され、2010年（平成22年）8月に大学院の人文学研究科にて研究員として着任した。神戸大学には2012年（平成24年）3月まで研究員として勤務した。その間、他の教育・研究機関の役職も兼任しており、そちらでも教鞭を執っていた。2009年（平成21年）4月から2012年（平成24年）3月にかけて、大阪大学の外国語学部にて講師を非常勤で兼任していた。2011年（平成23年）4月から2012年（平成24年）3月にかけては、近畿大学の農学部にて講師を非常勤で兼任していた。
2012年（平成24年）4月、近畿大学の特任講師に就任することになり、こちらが本務となった。2014年（平成26年）3月まで特任講師を務めたが、同年4月からは経済学部の講師を専任で務めることになった。2016年（平成28年）4月には、近畿大学の経済学部にて准教授に昇任している。経済学部においては、主として教養・基礎教育部門の講義を担当している。

## 研究
専門は文学であり、特にフランス文学やフランス思想といった分野について研究していた。具体的には、20世紀の文学運動や芸術運動の一つであるシュルレアリスムについての研究が知られており、『シュルレアリスム宣言』を起草した詩人のアンドレ・ブルトンを取り上げて研究していた。小説家のフィリップ・ソレルスらとともに著した書籍も上梓している。
また、フランス語やフランス文化についても講じている。なお、2004年（平成16年）にはDiplôme approfondi de langue françaiseを取得している。

## 略歴
- 2007年 - 日本学術振興会特別研究員[1]。
- 2008年 - 日本学術振興会特別研究員[1]。
- 2009年 - 大阪大学外国語学部講師[1]。
- 2010年 - 神戸大学大学院人文学研究科研究員[1]。
- 2011年 - 近畿大学農学部講師[1]。
- 2012年 - 近畿大学特任講師[1]。
- 2014年 - 近畿大学経済学部講師[1]。
- 2016年 - 近畿大学経済学部准教授[1]。

## 著作

### 共著
- フィリップ・ソレルスほか執筆『バタイユとその友たち』水声社、2014年。ISBN 978-4-8010-0046-9

### 主な論文
- 有馬麻理亜稿「アンドレ・ブルトンと崇高の詩学——『崇高点』にまつわる問題をめぐって」『関西フランス語フランス文学』11巻、日本フランス語フランス文学会関西支部、2005年、51-62頁。
- 有馬麻理亜稿「アンドレ・ブルトンと崇高の美学——『暗黒小説』の影響をめぐって」『フランス語フランス文学研究』93巻、日本フランス語フランス文学会、2008年、202頁。ISSN 0425-4929
- 有馬麻理亜稿「Idealisation sans idealisme –– la question de l'objet chez Breton dans les annees 30」『フランス語フランス文学研究』95巻、日本フランス語フランス文学会、2009年、109-124頁。ISSN 0425-4929
- 有馬麻理亜稿「《シュルレアリスム宣言》における直観的理想主義——『シュルレアリスム』の先駆者達をめぐって」『関西フランス語フランス文学』15巻、日本フランス語フランス文学会関西支部、2009年、49-60頁。
- 有馬麻理亜稿「ブルトンと『精神の冒険』——初期のブルトンにおけるヘーゲル解釈をめぐって」『フランス語フランス文学研究』97巻、日本フランス語フランス文学会、2010年、210頁。ISSN 0425-4929
- 有馬麻理亜稿「アンドレ・ブルトンにおけるユイスマンスの位置——ブルトンの美学と文芸批評の関係をめぐって」『関西フランス語フランス文学』16巻、日本フランス語フランス文学会関西支部、2010年、40-51頁。
- Bataille Georges・Queneau Raymont・有馬麻理亜稿「《哲学雑誌》のヘーゲル論三篇を評す」『水声通信』7巻1号、水声社、2011年8月、188-191頁。
- 有馬麻理亜稿「それはかれであったから、それはわたしであったから——ブルトンとバタイユの対峙を可能にした場としてのヘーゲル」『水声通信』7巻1号、水声社、2011年8月、221-232頁。
- 有馬麻理亜稿「Les retrouvailles necessaires d'Andre Breton et de Tristan Tzara –– Reflet et Interpenetration des idees autour des annees 30」『フランス語フランス文学研究』103巻、日本フランス語フランス文学会、2013年、97-114頁。ISSN 0425-4929
- 有馬麻理亜稿「アンドレ・ブルトンにおけるイデオロギーとしての文体——『デュシェーヌ親父の帰還』をめぐって」『関西フランス語フランス文学』19巻、日本フランス語フランス文学会関西支部、2013年、3-14頁。
- 有馬麻理亜稿「『再生の神話』から新たな社会思想の構築へ——第二次世界大戦期におけるアンドレ・ブルトンの進化」『近畿大学教養・外国語教育センター紀要』外国語編、5巻1号、近畿大学全学共通教育機構教養・外国語教育センター、2014年、37-53頁。ISSN 2185-6982
- 有馬麻理亜稿「社会主義の夢 reve du socialisme ——戦後におけるブルトンの文芸批評とロマン主義再興」『近畿大学教養・外国語教育センター紀要』外国語編、6巻1号、近畿大学全学共通教育機構教養・外国語教育センター、2015年、1-17頁。ISSN 2185-6982
- 有馬麻理亜稿「第二次世界大戦後の一挿話『世界合衆国』——ブルトンとバタイユの場合」『三田文学』95巻127号、三田文学会、2016年、307-311頁。
- 有馬麻理亜稿「戦後のブルトン思想と『上昇記号』——シュルレアリスムにおける直観的モラル」『近畿大学教養・外国語教育センター紀要』外国語編、7巻2号、近畿大学全学共通教育機構教養・外国語教育センター、2016年、19-38頁。ISSN 2432-454X
- 有馬麻理亜稿「ピエール・マビーユという『掘り出し物』——ブルトンのハイチ講演をめぐって」『近畿大学教養・外国語教育センター紀要』外国語編、8巻2号、近畿大学全学共通教育機構教養・外国語教育センター、2017年、81-90頁。ISSN 2432-454X
- 有馬麻理亜稿「ブルトンの視覚と再現の問題——1920年代の写真論と《ナジャ》」『近畿大学教養・外国語教育センター紀要』外国語編、9巻2号、近畿大学全学共通教育機構教養・外国語教育センター、2018年、57-74頁。ISSN 2432-454X
- 有馬麻理亜稿「眼差しの交わるところ——ポエム‐オブジェ《行為者A・Bの肖像》（1941）をめぐる一考察」『近畿大学教養・外国語教育センター紀要』外国語編、10巻2号、近畿大学全学共通教育機構教養・外国語教育センター、2019年、39-60頁。ISSN 2432-454X
- 有馬麻理亜ほか稿「近畿大学第二外国語科目に関する意識調査報告」『近畿大学教養・外国語教育センター紀要』外国語編、11巻1号、近畿大学全学共通教育機構教養・外国語教育センター、2020年、151-174頁。ISSN 2432-454X

## 関連人物
- フィリップ・ソレルス
- ジョルジュ・バタイユ
- アンドレ・ブルトン